# Helconidea miroshnikovi
Helconidea miroshnikovi är en stekelart som först beskrevs av Vladimir Ivanovich Tobias 1986.  Helconidea miroshnikovi ingår i släktet Helconidea och familjen bracksteklar. Inga underarter finns listade i Catalogue of Life.